# Abdelkader Benazzedine
Abdelkader Benazzedine, né le 29 février 1908 à Beni-Lent (Theniet El Had, Algérie) et mort le 21 avril 1996, est un homme politique algérien et Chef de aarch beni yehia